# Parapercis

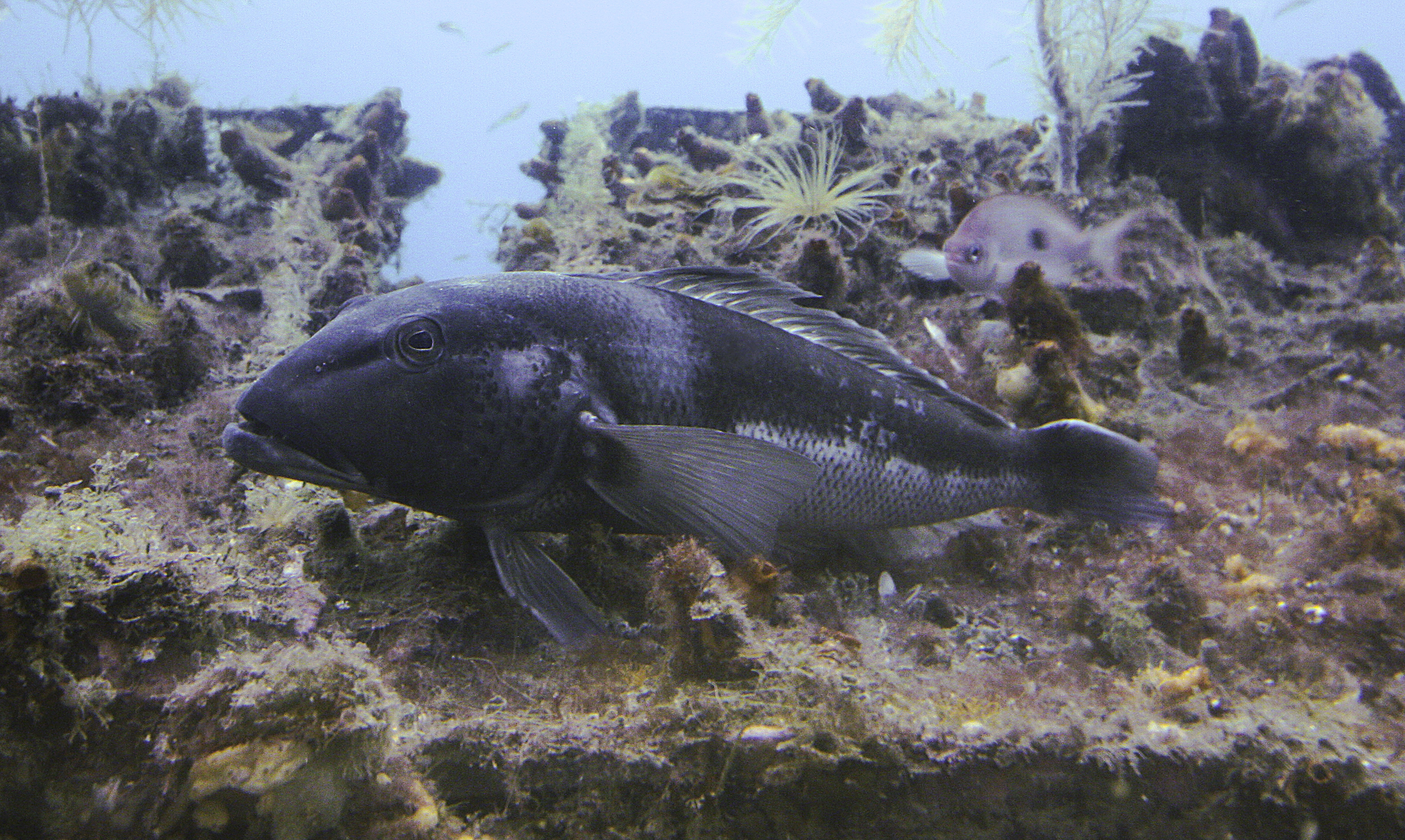
Parapercis colias.

Parapercis es un género de peces actinopeterigios marinos, distribuidos fundamentalmente por aguas del océano Pacífico y océano Índico, con un par de especies en el océano Atlántico.

## Especies
Existen 86 especies reconocidas en este género:
- Parapercis albipinna (Randall, 2008)
- Parapercis albiventer (Ho, Heemstra y Imamura, 2014)
- Parapercis alboguttata (Günther, 1872)
- Parapercis allporti (Günther, 1876)
- Parapercis altipinnis (Ho & Heden, 2017)
- Parapercis atlantica (Vaillant, 1887)
- Parapercis aurantiaca (Döderlein, 1884)
- Parapercis australis (Randall, 2003)
- Parapercis banoni (Randall y Yamakawa, 2006)
- Parapercis basimaculata (Randall, Senou y Yoshino, 2008)
- Parapercis bicoloripes (Prokófiev, 2010)
- Parapercis bimacula (Allen y Erdmann, 2012)
- Parapercis binivirgata (Waite, 1904)
- Parapercis biordinis (Allen, 1976)
- Parapercis caudopellucida (Johnson & Motomura, 2017)
- Parapercis clathrata (Ogilby, 1910)
- Parapercis colemani (Randall y Francis, 1993)
- Parapercis colias (Forster, 1801)
- Parapercis compressa (Randall, 2008)
- Parapercis cylindrica (Bloch, 1792)
- Parapercis decemfasciata (Franz, 1910)
- Parapercis diagonalis (Randall, 2008)
- Parapercis diplospilus (Gomon, 1981)
- Parapercis dockinsi (McCosker, 1971)
- Parapercis filamentosa (Steindachner, 1878)
- Parapercis dongshaensis (Chen, Tsai & Hsu, 2014)
- Parapercis filamentosa (Steindachner, 1878)
- Parapercis flavescens (Fourmanoir y Rivaton, 1979)
- Parapercis flavipinna (Johnson & Motomura, 2017)
- Parapercis flavolabiata (Johnson, 2006)
- Parapercis flavolineata (Randall, 2008)
- Parapercis fuscolineata (Fourmanoir, 1985)
- Parapercis gilliesii (Hutton, 1879)
- Parapercis haackei (Steindachner, 1884)
- Parapercis hexophtalma (Cuvier, 1829)
- Parapercis hoi (Johnson & Motomura, 2017)
- Parapercis kamoharai (Schultz, 1966)
- Parapercis katoi (Randall, Senou y Yoshino, 2008)
- Parapercis kentingensis (Ho, Chang y Shao, 2012)
- Parapercis lata (Randall y McCosker, 2002)
- Parapercis lineopunctata (Randall, 2003)
- Parapercis lutevittata (Liao, Cheng y Shao, 2011)
- Parapercis macrophthalma (Pietschmann, 1911)
- Parapercis maculata (Bloch y Schneider, 1801)
- Parapercis maramara (Sparks y Baldwin, 2012)
- Parapercis maritzi (Anderson, 1992)
- Parapercis millepunctata (Günther, 1860)
- Parapercis moki (Ho & Johnson, 2013)
- Parapercis multifasciata (Döderlein, 1884)
- Parapercis multiplicata (Randall, 1984)
- Parapercis muronis (Tanaka, 1918)
- Parapercis natator (Randall, Senou y Yoshino, 2008)
- Parapercis nebulosa (Quoy y Gaimard, 1825)
- Parapercis nigrodorsalis (Johnson, Struthers & Worthington Wilmer, 2014)
- Parapercis okamurai (Kamohara, 1960)
- Parapercis ommatura (Jordan y Snyder, 1902)
- Parapercis pacifica (Imamura y Yoshino, 2007)
- Parapercis phenax (Randall y Yamakawa, 2006)
- Parapercis pulchella (Temminck y Schlegel, 1843)
- Parapercis punctata (Cuvier, 1829)
- Parapercis punctulata (Cuvier, 1829)
- Parapercis queenslandica (Imamura y Yoshino, 2007)
- Parapercis ramsayi (Steindachner, 1883)
- Parapercis randalli (Ho y Shao, 2010)
- Parapercis robinsoni (Fowler, 1929)
- Parapercis roseoviridis (Gilbert, 1905)
- Parapercis rota (Sparks, Chaloux, Schelly, Gruber, Sparks & Phillips, 2021)
- Parapercis rubricaudalis (Johnson & Motomura, 2017)
- Parapercis rubromaculata (Ho, Chang y Shao, 2012)
- Parapercis rufa (Randall, 2001)
- Parapercis sagma (Allen y Erdmann, 2012)
- Parapercis schauinslandii (Steindachner, 1900)
- Parapercis sexfasciata (Temminck y Schlegel, 1843)
- Parapercis sexlorata (Johnson, 2006)
- Parapercis shaoi (Randall, 2008)
- Parapercis signata (Randall, 1984)
- Parapercis simulata (Schultz, 1968)
- Parapercis snyderi (Jordan y Starks, 1905)
- Parapercis soliorta (Johnson & Motomura, 2017)
- Parapercis somaliensis (Schultz, 1968)
- Parapercis stricticeps (De Vis, 1884)
- Parapercis striolata (Weber, 1913)
- Parapercis tetracantha (Lacepède, 1801)
- Parapercis vittafrons (Randall, 2008)
- Parapercis xanthogramma (Imamura y Yoshino, 2007)
- Parapercis xanthozona (Bleeker, 1849)